# Yayla-Arena
De Yayla-Arena is een multifunctionele indoorhal in de Duitse stad Krefeld. In de hal kunnen evenementen worden georganiseerd, maar het complex is vooral in gebruik als ijshockeystadion van de club Krefeld Pinguine. Naast ijshockey vinden er andere sporten als tennis, handbal en boksen plaats. In de arena is plaats voor 9.500 bezoekers bij concerten en 8.029 bij sportwedstrijden, waarvan 5.339 zitplaatsen. Vanaf de opening van de arena in 2004 tot eind 2018 stond de hal bekend onder de naam König Palast (Koningspaleis), daarna werd de naam aan het Turkse levensmiddelenbedrijf Yayla verkocht.
De Yayla-Arena is sinds 2018 jaarlijks het toneel van de Deutschland Cup, een prestigieus ijshockeytoernooi voor landenteams in het najaar, waaraan het Duits ijshockeyteam altijd meedoet. Krefeld werd als gaststad gekozen omdat in die stad de Duitse ijshockeybond werd opgericht.

## Afbeeldingen

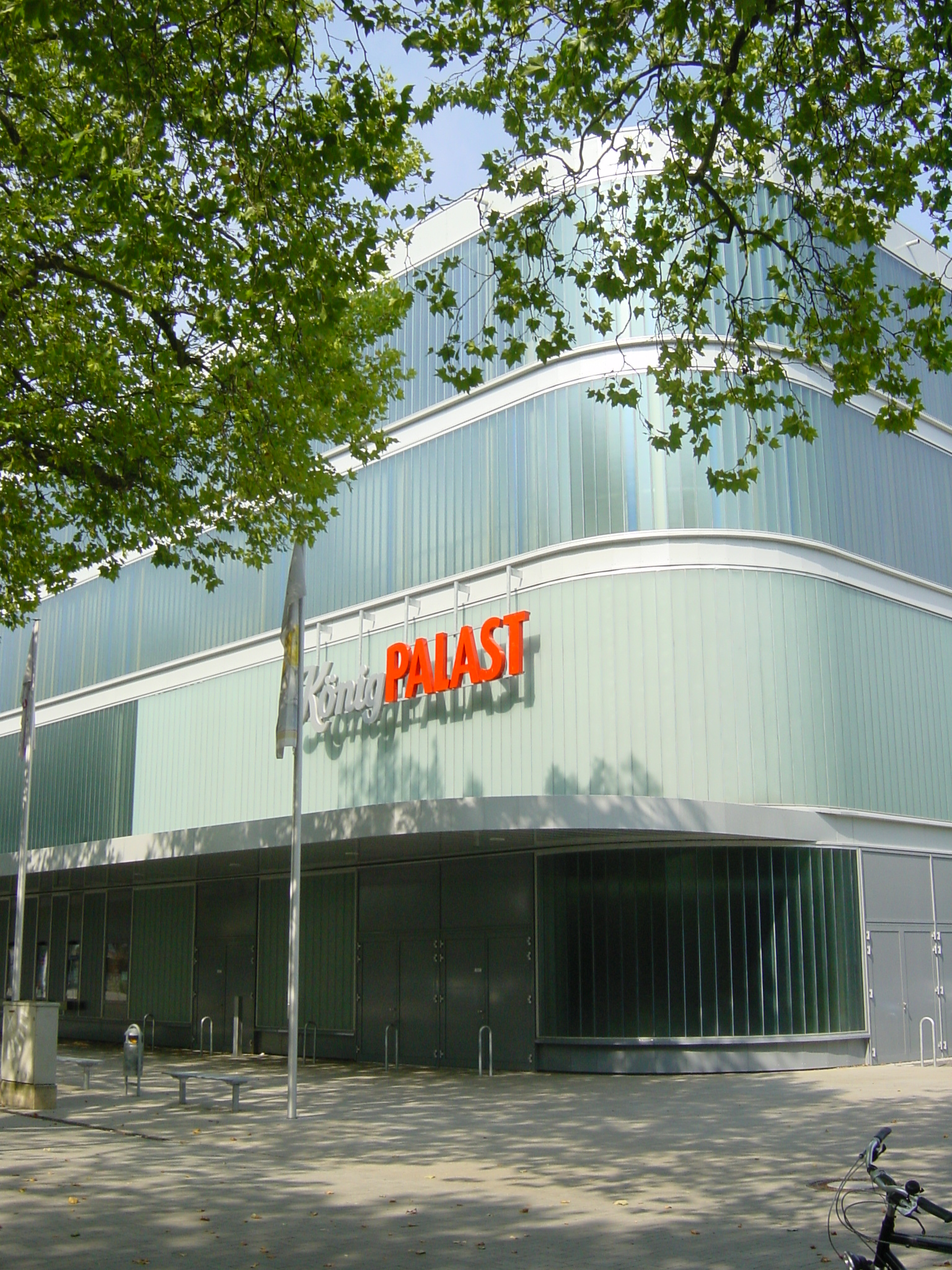
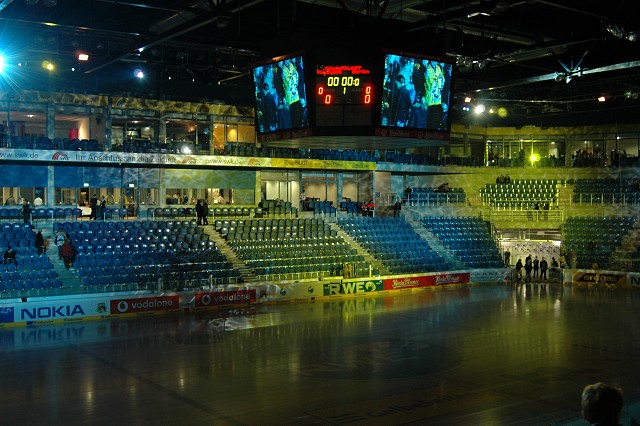
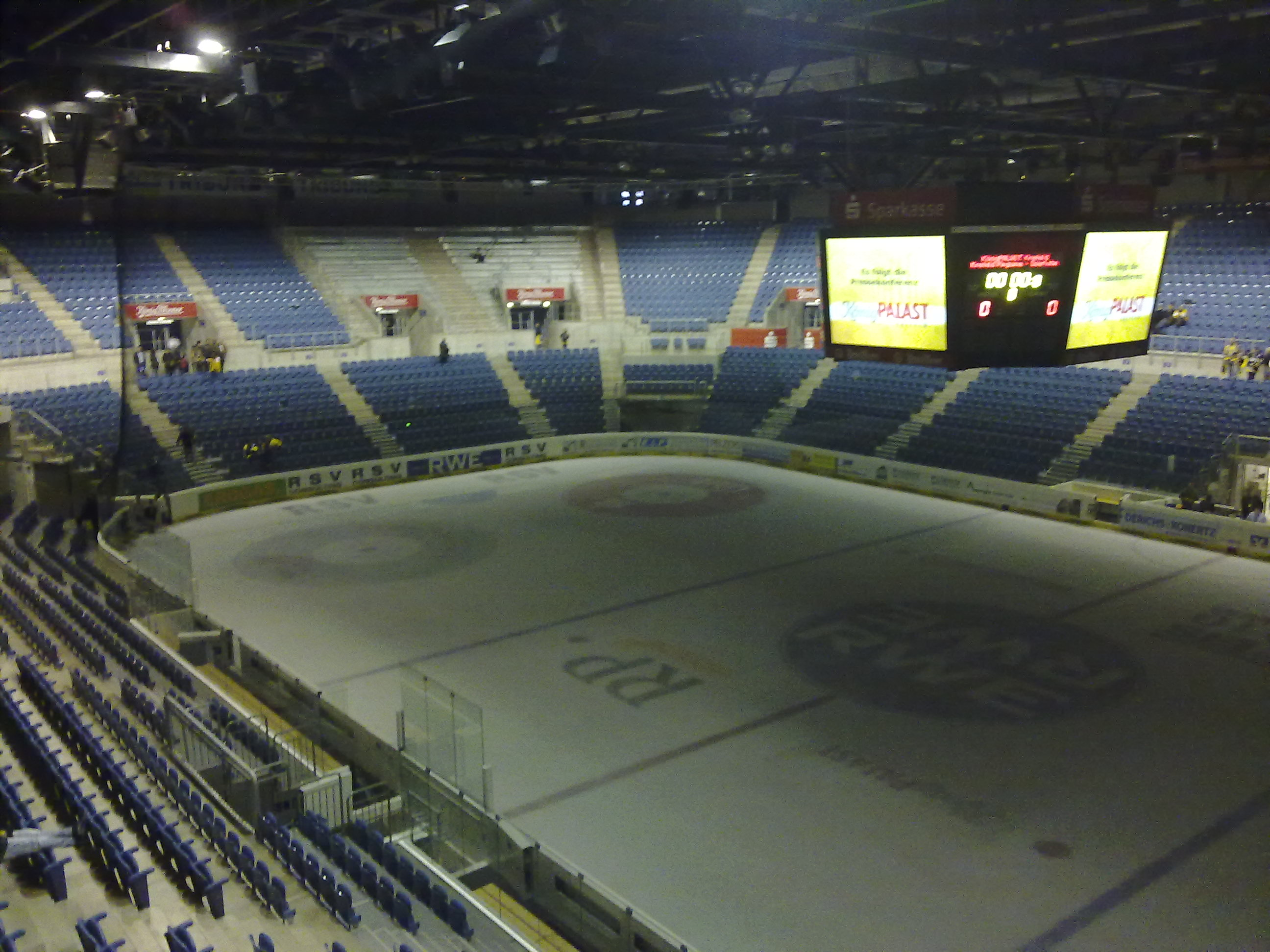
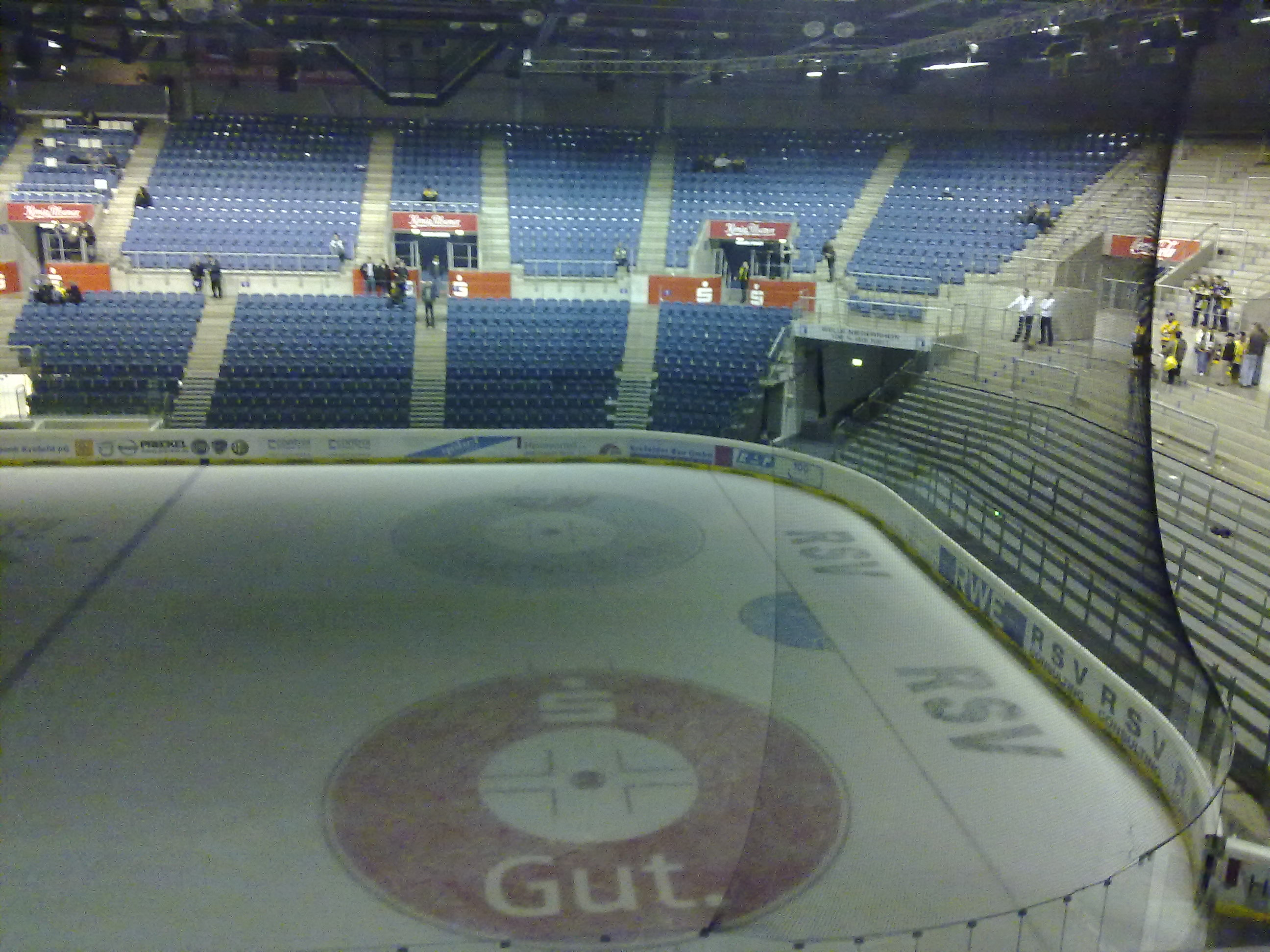